# Албания на зимних Олимпийских играх 2022
Албания на зимних Олимпийских играх 2022 года была представлена одним спортсменом в горнолыжном спорте. В связи с тем, что Денни Джепа стал единственным представителем Албании на Играх, он же станет знаменосцем на церемонии открытия Игр.

## Результаты соревнований

### Лыжные виды спорта

#### Горнолыжный спорт
Квалификация спортсменов для участия в Олимпийских играх осуществлялась на основании специального квалификационного рейтинга FIS по состоянию на 16 января 2022 года. При этом НОК для участия в Олимпийских играх мог выбрать только того спортсмена, который вошёл в топ-500 олимпийского рейтинга в своей дисциплине, и при этом имел определённое количество очков, согласно квалификационной таблице. Страны, не имеющие участников в числе 500 сильнейших спортсменов, могли претендовать только на квоты категории «B» в технических дисциплинах. По итогам квалификационного отбора горнолыжник Денни Джепа стал обладателем квоты.
Мужчины
| Соревнование      | Спортсмены  | Скоростной спуск/ 1 спуск | Скоростной спуск/ 1 спуск | Слалом/ 2 спуск | Слалом/ 2 спуск | Всего   | Место | Отставание |
| Соревнование      | Спортсмены  | Время                     | Место                     | Время           | Место           | Всего   | Место | Отставание |
| ----------------- | ----------- | ------------------------- | ------------------------- | --------------- | --------------- | ------- | ----- | ---------- |
| слалом            | Денни Джепа | 58,32                     | 34                        | 54,96           | 29              | 1:53,28 | 28    | +9,19      |
| гигантский слалом | Денни Джепа | DNF                       | DNF                       | —               | —               | —       | —     | —          |